# Conhecimento

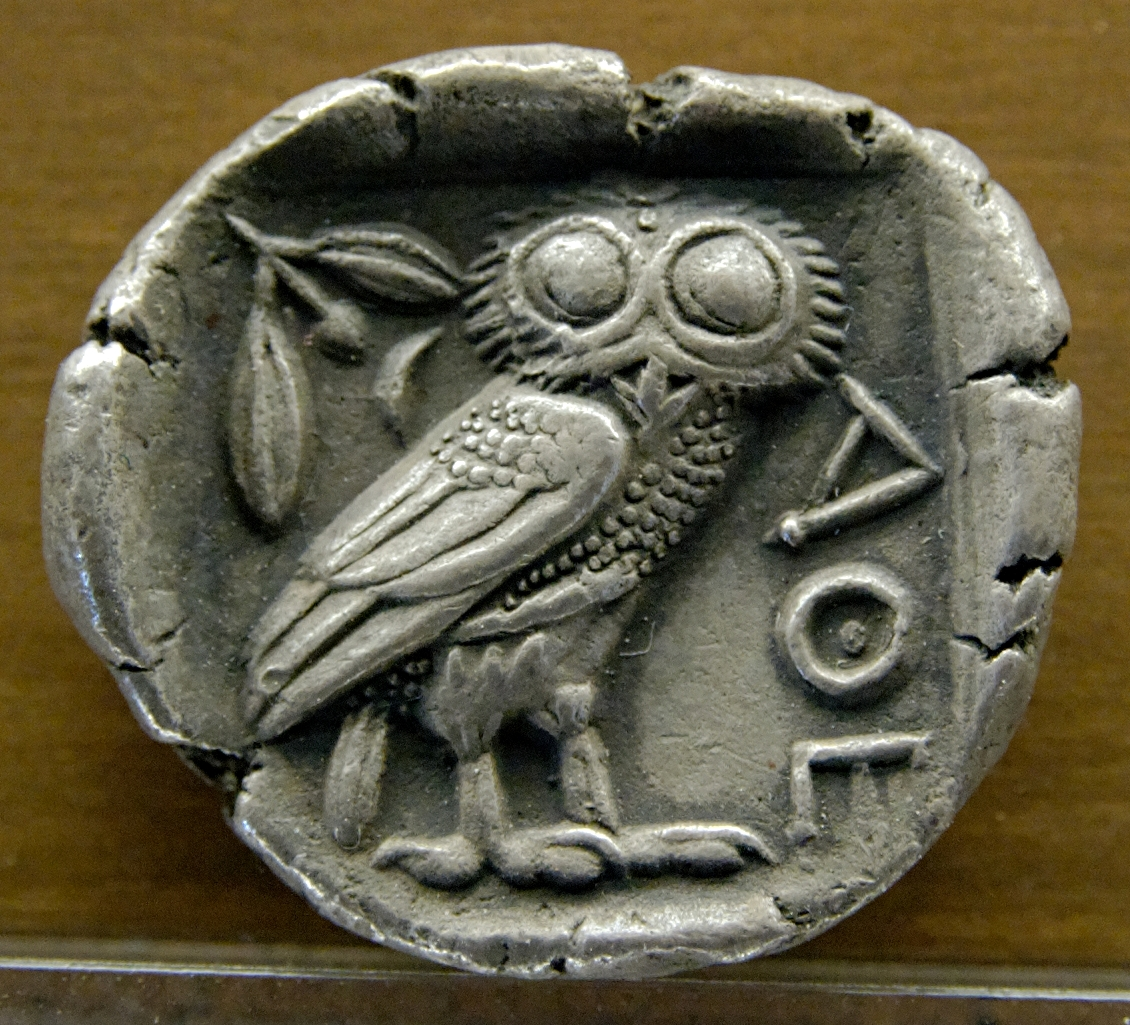
A coruja de Atenas, símbolo do conhecimento no mundo ocidental

Conhecimento é uma consciência dos fatos ou uma habilidade prática. O conhecimento dos fatos, também chamado de conhecimento proposicional, é frequentemente caracterizado como uma crença verdadeira que é distinta da opinião ou suposição em virtude da justificação. Embora exista um amplo acordo entre os filósofos de que o conhecimento proposicional é uma forma de crença verdadeira, muitas controvérsias centram-se na justificação. Essas controvérsias intensificaram-se na segunda metade do século XX devido a uma série de experimentos mentais chamados de casos de Gettier, que provocaram definições alternativas.
O conhecimento pode ser produzido de diversas maneiras. A principal fonte de conhecimento empírico é a percepção, que envolve o uso dos sentidos para aprender sobre o mundo externo. A introspecção permite que as pessoas aprendam sobre seus estados e processos mentais internos. Outras fontes de conhecimento incluem memória, intuição racional, inferência e testemunho.
De acordo com o fundacionalismo, algumas dessas fontes são básicas porque podem justificar crenças, sem depender de outros estados mentais. Os coerentistas rejeitam esta afirmação e afirmam que é necessário um grau suficiente de coerência entre todos os estados mentais do crente para o conhecimento. De acordo com o infinitismo, é necessária uma cadeia infinita de crenças.
A principal disciplina que investiga o conhecimento é a epistemologia, que estuda o que as pessoas sabem, como o conhecem e o que significa saber algo. Discute o valor do conhecimento e a tese do ceticismo filosófico, que questiona a possibilidade do conhecimento. O conhecimento é relevante para muitos campos, como as ciências, que visam adquirir conhecimento utilizando o método científico baseado em experimentação, observação e medição repetíveis. Várias religiões afirmam que os humanos devem buscar o conhecimento e que Deus ou o divino é a fonte do conhecimento. A antropologia do conhecimento estuda como o conhecimento é adquirido, armazenado, recuperado e comunicado em diferentes culturas. A sociologia do conhecimento examina em que circunstâncias sócio-históricas surge o conhecimento e quais as consequências sociológicas que ele tem. A história do conhecimento investiga como o conhecimento em diferentes campos se desenvolveu e evoluiu ao longo da história.

## Definições
O conhecimento é uma forma de familiaridade, consciência, compreensão ou conhecimento. Muitas vezes envolve a posse de informações aprendidas através da experiência e pode ser entendido como um sucesso cognitivo ou um contato epistêmico com a realidade, como fazer uma descoberta. Muitas definições acadêmicas focam no conhecimento proposicional na forma de acreditar em certos fatos, como em "Eu sei que Pedro está em casa". Outros tipos de conhecimento incluem o conhecimento como na forma de competência prática, como em “ela sabe nadar” e o conhecimento por familiaridade como uma familiaridade com o objeto conhecido com base em experiência direta anterior, como conhecer alguém pessoalmente.
O conhecimento é frequentemente entendido como um estado de uma pessoa individual, mas também pode referir-se a uma característica de um grupo de pessoas como conhecimento de grupo, conhecimento social ou conhecimento coletivo. Algumas ciências sociais entendem o conhecimento como um fenômeno social amplo semelhante à cultura. O termo pode ainda denotar conhecimento armazenado em documentos como o "conhecimento armazenado na biblioteca" ou a base de conhecimento de um sistema especialista. O conhecimento está intimamente relacionado à inteligência, mas a inteligência tem mais a ver com a capacidade de adquirir, processar e aplicar informações, enquanto o conhecimento diz respeito às informações e habilidades que uma pessoa já possui.
No grego antigo, por exemplo, eram usados quatro termos importantes para se referir a conhecimento: epistēmē (conhecimento teórico imutável), technē (conhecimento técnico especializado), mētis (conhecimento estratégico) e gnōsis (conhecimento intelectual pessoal). A principal disciplina que estuda o conhecimento é chamada de epistemologia ou teoria do conhecimento. Examina a natureza do conhecimento e da justificação, como o conhecimento surge e que valor ele tem. Outros tópicos incluem os diferentes tipos de conhecimento e os limites do que pode ser conhecido.

Apesar dos acordos sobre as características gerais do conhecimento, a sua definição exata é contestada. Algumas definições focam apenas nas características mais salientes do conhecimento para fornecer uma caracterização útil na prática. Outra abordagem, denominada análise do conhecimento, tenta fornecer uma definição teoricamente precisa listando as condições que são individualmente necessárias e conjuntamente suficientes, semelhante à forma como os químicos analisam uma amostra buscando uma lista de todos os elementos químicos que a compõem. De acordo com uma visão diferente, o conhecimento é um estado único que não pode ser analisado em termos de outros fenômenos. Alguns estudiosos baseiam sua definição em intuições abstratas, enquanto outros se concentram em casos concretos ou confiam em como o termo é usado na linguagem comum. Há também divergências sobre se o conhecimento é um fenômeno raro que exige padrões elevados ou um fenômeno comum encontrado em muitas situações cotidianas.

### Análise do conhecimento

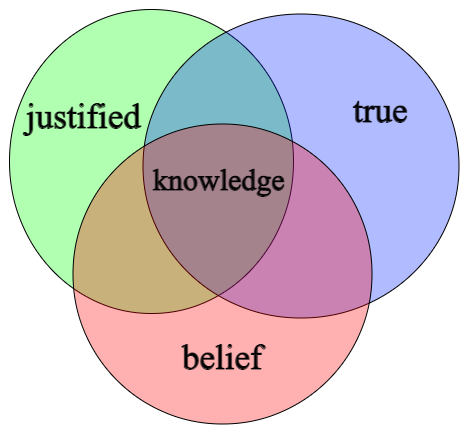
A definição de conhecimento como crença verdadeira justificada é frequentemente discutida na literatura acadêmica.

Uma definição frequentemente discutida caracteriza o conhecimento como crença verdadeira justificada. Esta definição identifica três características essenciais: é (1) uma crença que é (2) verdadeira e (3) justificada. A verdade é uma característica do conhecimento amplamente aceita. Implica que, embora seja possível acreditar em algo falso, não se pode saber algo falso. O fato de o conhecimento ser uma forma de crença implica que não se pode saber algo se não acreditar. Algumas expressões cotidianas parecem violar esse princípio, como a afirmação de que “não acredito, eu sei!” Mas o objetivo de tais expressões é geralmente enfatizar a confiança de alguém, em vez de negar que uma crença esteja envolvida.
A principal controvérsia em torno desta definição diz respeito à sua terceira característica: a justificação. Este componente é frequentemente incluído devido à impressão de que algumas crenças verdadeiras não são formas de conhecimento, como crenças baseadas em superstições, palpites de sorte ou raciocínios errôneos. Por exemplo, uma pessoa que adivinha que o lançamento de uma moeda resultará em cara geralmente não sabe disso, mesmo que sua crença seja verdadeira. Isso indica que o conhecimento envolve mais do que apenas estar certo sobre alguma coisa. Esses casos são excluídos pela exigência de que as crenças tenham justificativa para que sejam consideradas conhecimento. Alguns filósofos sustentam que uma crença é justificada se for baseada em evidências, que podem assumir a forma de estados mentais como experiência, memória e outras crenças. Outros afirmam que as crenças são justificadas se forem produzidas por processos confiáveis, como a percepção sensorial ou o raciocínio lógico.

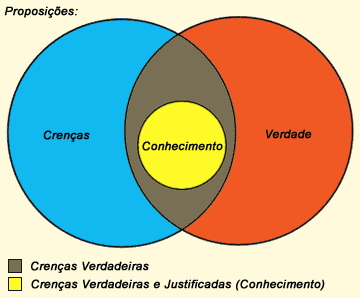
A definição clássica de conhecimento, originada em Platão, diz que ele consiste de crença verdadeira e justificada. Diagrama do Conhecimento. Em amarelo representa-se o conhecimento como um conjunto de crenças verdadeiras, que foram provadas e justificadas. Em marrom estão as crenças verdadeiras, mas ainda não provadas. Em azul representam-se as crenças falsas, e em vermelho, as verdades desconhecidas.

A definição de conhecimento como crença verdadeira justificada foi alvo de severas críticas no século XX, quando o epistemólogo Edmund Gettier formulou uma série de contra-exemplos que pretendem apresentar casos concretos de crenças verdadeiras justificadas que não constituem conhecimento. A razão para o seu fracasso é geralmente uma forma de sorte epistêmica: as crenças são justificadas, mas a sua justificação não é relevante para a verdade. Num exemplo bem conhecido, alguém dirige por uma estrada secundária com muitas fachadas de celeiros e apenas um celeiro real. A pessoa não tem consciência disso, para em frente ao celeiro real por uma feliz coincidência e forma a crença verdadeira e justificada de que está diante de um celeiro. Este exemplo visa estabelecer que a pessoa não sabe que está diante de um celeiro real, pois não saberia a diferença. Isto significa que é uma feliz coincidência que esta crença justificada também seja verdadeira.
Segundo alguns filósofos, estes contra-exemplos mostram que a justificação não é necessária para o conhecimento e que o conhecimento deve, em vez disso, ser caracterizado em termos de fiabilidade ou de manifestação de virtudes cognitivas. Outra abordagem define o conhecimento no que diz respeito à função que desempenha nos processos cognitivos como aquilo que fornece razões para pensar ou fazer algo. Uma resposta diferente aceita a justificação como um aspecto do conhecimento e inclui critérios adicionais. Muitos candidatos foram sugeridos, como os requisitos de que a crença verdadeira justificada não dependa de quaisquer crenças falsas, de que nenhum invalidador esteja presente ou de que a pessoa não teria a crença se ela fosse falsa. Outra visão afirma que as crenças devem ser infalíveis para equivaler ao conhecimento. Uma outra abordagem, associada ao pragmatismo, centra-se no aspecto da investigação e caracteriza o conhecimento em termos do que funciona como uma prática que visa produzir hábitos de ação. Ainda há muito pouco consenso no discurso acadêmico sobre qual das modificações ou reconceitualizações propostas é correta, e existem várias definições alternativas de conhecimento.